# بشمانية
بِشمانِية أو بِشْمَنْيَة (البوسنية : Ćetenija) هي حلوى تركية وبوسنية في خيوط رفيعة مصنوعة عن طريق مزج الدقيق المحمص في الزبدة وتحويله إلى سكر مسحب. قد تُزيَّن بالفستق المطحون. تُشبة غزل البنات إلا أن كل من المكونات وطريقة التحضير تختلف اختلافًا كبيرًا.
كانت البشمانية تُصنع في المنزل حتى وقت قريب في معظم مناطق تُركيَّة، لكن هذا التقليد يختفي الآن بسرعة. عملية التصنيع أضحت اليوم شبه آليةً.
ثمة العديد من الأسماء التركية المختلفة المستخدمة في مقاطعات مختلفة ، وأكثرها شيوعًا هي حلوة تل وحلوى جكمة وتِلتِل و حلوى تمبة و حلوى القطن.